# South Amherst, Ohio
South Amherst là một làng thuộc quận Lorain, tiểu bang Ohio, Hoa Kỳ. Năm 2010, dân số của làng này là 1688 người.

## Dân số
- Dân số năm 2000: 1863 người.
- Dân số năm 2010: 1688 người.